# تجسس (خلق)
التجسس من المصطلحات الواردة في القرآن، ومن الأخلاق السيئة التي نهى عنها الإسلام، قال الله تعالى: ﴿وَلَا تَجَسَّسُوا﴾، قال الطبري: ولا يتتبع بعضكم عورة بعض، ولا يبحث عن سرائره، يبتغي بذلك الظهور على عيوبه، ولكن اقنعوا بما ظهر لكم من أمره، وبه فحمدوا أو ذموا، لا على ما لا تعلمونه من سرائره.قال ابن عباس: نهى الله المؤمن أن يتتبع عورات المؤمن. وقال مجاهد: خذوا ما ظهر لكم ودعوا ما ستر الله.وعلى الرغم من النهي عن التجسس إلا أن بعض صوره جائزة لدفع مفسدة الاجرام، وحماية المجتمع من المجرمين.

## معنى التجسس

### لغة
التجسس مشتق من الجَسِّ: قال ابن منظور: وهو جَسُّ الخبر، ومنه التجسس. وجس الخبر وتجسسه: بحث عنه وفحص. قال اللحياني: تجسست فلانا ومن فلان بحثت عنه كتحسست... وفي الحديث: لا تجسسوا ; التجسس - بالجيم -: التفتيش عن بواطن الأمور، وأكثر ما يقال في الشر.

### اصطلاحاً
التجسس: قال قتادة: هل تدرون ما التجسس أو التجسيس؟ هو أن تتبع، أو تبتغي عيب أخيك لتطلع على سرّه.، وقال البغوي: هو البحث عن عيوب الناس، نهى الله تعالى عن البحث عن المستور من أمور الناس وتتبع عوراتهم حتى لا يظهر على ما ستره الله منها. وقال ابن الجوزي:«قال المفسرون: التجسس البحث عن عيب المسلمين وعوراتهم، فالمعنى لا يبحث أحدكم عن عيب أخيه ليطلع عليه إذا ستره الله». قال الزحيلي: (التجسس: البحث عن العورات والمعايب وكشف ما ستره الناس)

## الفرق بين التجسس والتحسس
قال ابن منظور: وقيل: التجسس - بالجيم - أن يطلبه لغيره، وبالحاء أن يطلبه لنفسه، وقيل - بالجيم -: البحث عن العورات، وبالحاء الاستماع، وقيل: معناهما واحد في تطلب معرفة الأخبار. 
قال القرطبي: اختلف هل هما بمعنى واحد أو بمعنيين: فقال الأخفش: ليس تبعد إحداهما من الأخرى ; لأن التجسس البحث عما يكتم عنك. والتحسس (بالحاء) طلب الأخبار والبحث عنها. وقيل: إن التجسس (بالجيم) هو البحث، ومنه قيل: رجل جاسوس إذا كان يبحث عن الأمور. وبالحاء: هو ما أدركه الإنسان ببعض حواسه. وقول ثان في الفرق: أنه بالحاء تطلبه لنفسه، وبالجيم أن يكون رسولا لغيره، قاله ثعلب. والأول أعرف. جسست الأخبار وتجسستها أي: تفحصت عنها، ومنه الجاسوس. ومعنى الآية: خذوا ما ظهر ولا تتبعوا عورات المسلمين، أي: لا يبحث أحدكم عن عيب أخيه حتى يطلع عليه بعد أن ستره الله. قال أبو هلال العسكري: الفرق بين التحسس والتجسس: التحسس - بالحاء المهملة -: طلب الشيء بالحاسة، والتجسس - بالجيم - مثله. وفي الحديث: ((لا تحسسوا، ولا تجسسوا)) قيل: معناهما واحد، وعطف أحدهما على الآخر لاختلاف اللفظين كقول الشاعر: متى أدن منه ينأ عني ويبعد.وقيل: التجسس - بالجيم - البحث عن عورات النساء، - وبالحاء - الاستماع لحديث القوم، ويروى أن ابن عباس سئل عن الفرق بينهما فقال: (لا يبعد أحدهما عن الآخر: التحسس في الخير، والتجسس في الشر).

## حكم التجسس
التجسس على المسلمين في الأصل حرامٌ منهيٌ عنه، بل عدّه ابن حجر الهيتمي من الكبائر، لقوله تعالى: ﴿وَلَا تَجَسَّسُوا﴾ قال: ففي الآية النهي الأكيد عن البحث عن أمور الناس المستورة وتتبع عوراتهم.، ولأن فيه تتبع عورات المسلمين ومعايبهم والاستكشاف عما ستروه، وقد جاء النهي عن ذلك في حديث عن أبي برزة الأسلمي قال: قال رسول الله: «يا معشر من آمن بلسانه ولم يدخل الإيمان قلبه، لا تغتابوا المسلمين، ولا تتبعوا عوراتهم، فإنه من اتبع عوراتهم يتَبّع الله عورته، ومن يتبع الله عورته يفضحه في بيته»، قال العظيم آبادي: (ولا تتبعوا عوراتهم): أي لا تجسسوا عيوبهم ومساويهم، و (يتَبّع الله عورته): ذكره على سبيل المشاكلة أي يكشف عيوبه وهذا في الآخرة. وقيل: معناه يجازيه بسوء صنيعه، (يفضحه): أي يكشف مساويه، (في بيته): أي ولو كان في بيته مخفياً من الناس). وعن ابن عباس - - أن رسول الله قال: «مَنْ اسْتَمَعَ إلى حديث قَوْمٍ وَهُمْ له كَارِهُونَ أو يَفِرُّونَ منه صُبَّ في أُذُنِهِ الْآنُكُ يوم الْقِيَامَةِ». قال الشيخ ابن عثيمين: «يعني الذي يتسمع إلى أناس وهم يكرهون أن يسمع فإنه يُصب في أذنيه الآنك يوم القيامة.قال العلماء: الآنك هو الرصاص المذاب، والرصاص المذاب بنار جهنم أعظم من نار الدنيا بتسع وستين مرة، يُصب في أذنيه لأنه تسمَّع لقوم وهم يكرهون أن يسمع، وسواء كانوا يكرهون أن يسمع لغرض صحيح أو لغير غرض؛ لأن بعض الناس يكره أن يسمعه غيره ولو كان الكلام ما فيه خطأ ولا فيه سب، ولكن لا يريد أن أحدًا يسمعه، وهذا يقع فيه بعض الناس، تجده مثلاً إذا رأى اثنين يتكلمون يأخذ المصحف ويجلس قريبًا منهم ثم يبدأ يطالع المصحف كأنه يقرأ، وهو يستمع إليهم وهم يكرهون ذلك، هذا الرجل يُصب في أذنيه الآنك يوم القيامة فيعذب هذا العذاب والعياذ بالله».

## التجسس الممنوع والتجسس المشروع
الأصل في التجسس النهي الذي يقتضي التحريم، ويُستثنى من النهي عن التجسس ما كان فيه مصلحة راجحة كحفظ النفس والعرض وغير ذلك من الضروريات، يقول الحافظ ابن حجر: «ويُستثنى من النهي عن التجسس ما لو تعين طريقا إلى إنقاذ نفس من الهلاك، مثلا كأن يخبر ثقة بأن فلانا خلا بشخص ليقتله ظلما، أو بامرأة ليَزني بها فيشرع في هذه الصورة التجسس والبحث عن ذلك حذرا من فوات استدراكه، نقله النووي عن الأحكام السلطانية للماوردي واستجاده».، قال ابن حجر الهيتمي: ففي الآية (ولا تجسسوا) النهي الأكيد عن البحث عن أمور الناس المستورة وتتبع عوراتهم. ومن شك في أحد أنه يرتكب معصية أو يخالف الشرع، فلا يجوز له التجسس عليه بمجرد الشك، لأن الأصل أن يحمل المسلمون على البراءة من الذنوب والمخالفات حتى يتبين خلاف ذلك، وحتى لو ظهرت له قرائن أو أمارات على المعصية أو المخالفة، فلا يجوز له أيضاً التجسس، إلا إن خشي فوات حرمة أو حق.
قال القاضي أبو يعلى الحنبلي في (الأحكام السلطانية): إن كان في المنكر الذي غلب على ظنه الاستمرار به بإخبار ثقة عنه انتهاك حرمة يفوت استدراكها كالزنا والقتل جاز التجسس عليه والإقدام على الكشف والبحث، حذراً من فوات ما لا يستدرك من انتهاك المحارم، وإن كان دون ذلك في الريبة لم يجز التجسس عليه ولا الكشف عنه. وقال ابن مفلح: نص أحمد فيمن رأى إناءً يرى أن فيه مسكراً أنه يدعه، يعني لا يفتشه. ويستثنى أيضا ما كان في الحرب والتجسس على الأعداء والذين يكيدون الشر للمسلمين، قَالَ ابْنِ الْمُنْكَدِرِ: سَمِعْتُ جَابِرًا يَقُولُ: «قَالَ رَسُولُ اللَّهِ ﷺ يَوْمَ الْأَحْزَابِ: مَنْ يَأْتِينَا بِخَبَرِ الْقَوْمِ؟ فَقَالَ الزُّبَيْرُ: أَنَا، ثُمَّ قَالَ: مَنْ يَأْتِينَا بِخَبَرِ الْقَوْمِ؟ فَقَالَ الزُّبَيْرُ:أَنَا، ثُمَّ قَالَ: مَنْ يَأْتِينَا بِخَبَرِ الْقَوْمِ؟ فَقَالَ الزُّبَيْرُ: أَنَا، ثُمَّ قَالَ: إِنَّ لِكُلِّ نَبِيٍّ حَوَارِيَّ، وَإِنَّ حَوَارِيَّ الزُّبَيْرُ».

## من صور التجسس الممنوع
هناك من صور التجسس التي يكثر حدوثها ويتساهل بعض الناس بها ومنها:
- التجسس في الحياة الزوجية: تجسس الزوج على زوجته بحجة الغيرة عليها ولضمان حسن سلوكهاوكذلك العكس.قال حسام عفانة:[19] يحرم شرعاً على الزوج أو الزوجة أن يتجسس كل واحد منهما على الآخر بدون موجب، وإن التجسس وسوء ظن أحد الزوجين بالآخر، يؤدي إلى الدمار، وخراب البيوت، وإفساد الحياة الزوجية ويفقدهما الشعور بالثقة والسكن المشار إليه في قوله تعالى:﴿وَمِنْ آيَاتِهِ أَنْ خَلَقَ لَكُم مِّنْ أَنفُسِكُمْ أَزْوَاجاً لِّتَسْكُنُوا إِلَيْهَا وَجَعَلَ بَيْنَكُم مَّوَدَّةً وَرَحْمَةً إِنَّ فِي ذَلِكَ لَآيَاتٍ لِّقَوْمٍ يَتَفَكَّرُونَ﴾.عن جابر قال: «نهى رسول الله ﷺ أن يطرق الرجل أهله ليلاً يتخونهم أو يلتمس عثراتهم».[20] قال الإمام الشوكاني: قوله (يتخونهم) والتخون أن يظن وقوع الخيانة له من أهله، وعثراتهم، جمع عثرة: وهي الزلة.[21]
- التجسس على هواتف الاصدقاء ونحوهم: «التجسس هو: أن يتتبع الإنسان أخاه ليطلع على عوراته سواء كان ذلك عن طريق مباشر، بأن يذهب هو بنفسه يتجسس لعله يجد عسرة أو عورة، أو كان عن طريق الآلات المستخدمة في حفظ الصوت، أو كان عن طريق الهاتف فكل شيء يوصل الإنسان إلى عورات أخيه مسالبه فإن ذلك من التجسس».[22]

## من أقبح صور التجسس

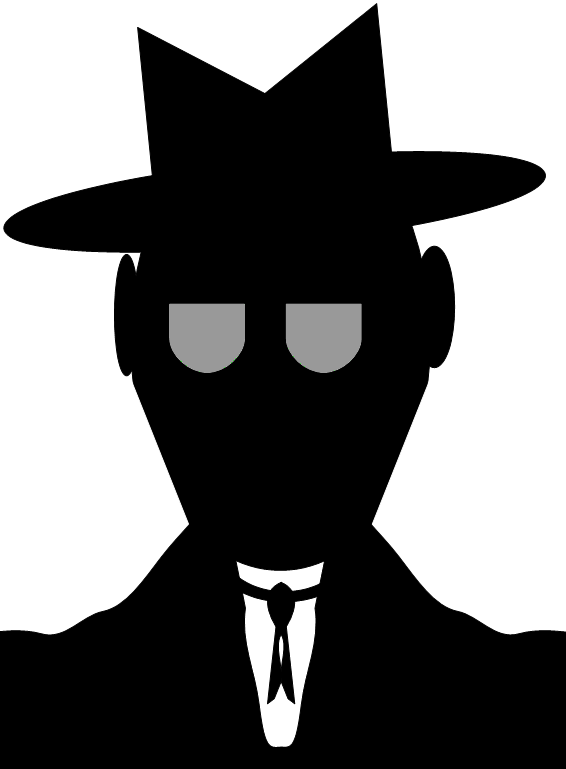
التجسس على الأمة الإسلامية لحساب أعدائها أشد حرمة, وأعظم خطراً وضرراً على البلاد والعباد وخيانة لله ورسوله وللأمة

- ومن أبشع صور التجسس وأقبحها التجسس على المسلمين لصالح أعداء الدين (فإذا كان التجسس للوقوف على عورات الأفراد ومعائبهم أمراً محرماً فإن التجسس على الأمة الإسلامية لحساب أعدائها أشد حرمة، وأعظم خطراً وضرراً على البلاد والعباد وخيانة لله ورسوله وللأمة وقد تحدث الفقهاء على عقوبة من يقوم بهذا العمل الخطير، الذي يعرض الأمة الإسلامية بأكملها لأضرار فادحة قد يستمر أثرها لأمد بعيد محطماً كافة النواحي السياسية والاقتصادية والاجتماعية للدولة الإسلامية).[23]

## آثار التجسس
التجسس دليل على ضعف الإيمان وفساد الخلق وتضييع الوقت فيما يضر ولا ينفع قال ابن القيم: «طوبى لمن شغله عيبه عن عيوب الناس، وويل لمن نسي عيبه وتفرغ لعيوب الناس، فالأول علامة السعادة، والثاني علامة الشقاوة». ويؤدي التجسس إلى فساد علاقات أفراد المجتمع وتمزيق لحمتهم، ويوغر الصدور ويورث الفجور، ويؤدي إلى فساد الحياة، قال رسول الله: «إنّك إن اتّبعتَ عوراتِ النّاس أفسدتهم، أو كدت أن تفسدهم». ومعنى الحديث كما قال الإمام المناوي: (أي ولوا (عن الناس) أي لا تتبعوا أحوالهم ولا تبحثوا عن عوراتهم لتعلمها وتظهرها، وقوله (أفسدتهم) أي أوقعتهم في الفساد (أو كدت) أي قاربت أن (تفسدهم) لوقوع بعضهم في بعض بنحو غيبة أو لحصول تهمة لا أصل لها أوهتك عرض ذوي الهيئات المأمور بإقالة عثراتهم وقد يترتب على التفتيش من المفاسد ما يربو على تلك المفسدة التي يراد إزالتها، والحاصل أن الشارع ناظر إلى الستر مهما أمكن). قال ابن عثيمين: التجسس أذية، يتأذى به المتجسس عليه، ويؤدي إلى البغضاء والعداوة ويؤدي إلى تكليف الإنسان نفسه ما لم يلزمه، فإنك تجد المتجسس والعياذ بالله، مرة هنا ومرة هنا، ومرة هنا، ومرة ينظر إلى هذا ومرة ينظر إلى هذا، فقد أتعب نفسه في أذية عباد الله. وتجسس الحاكم على الرعية من غير مسوغ مشروع مما يفسد الرعية فعن أَبي أُمَامَةَ عَنِ النبي قَالَ: «إِنَّ الأَمِيرَ إِذَا ابْتَغَى الرِّيبَةَ فِى النَّاسِ أَفْسَدَهُمْ». يقول المناوي: (إن الأمير إذا ابتغى الريبة) أي طلب الريبة أي التهمة في الناس بنية فضائحهم أفسدهم وما أمهلهم وجاهرهم بسوء الظن فيها فيؤديهم ذلك إلى ارتكاب ما ظن بهم ورموا به ففسدوا، ومقصود الحديث حث الإمام على التغافل وعدم تتبع العورات فإن بذلك يقوم النظام ويحصل الانتظام والإنسان قل ما يسلم من عيبه فلو عاملهم بكل ما قالوه أو فعلوه اشتدت عليهم الأوجاع واتسع المجال بل يستر عيوبهم ويتغافل ويصفح ولا يتبع عوراتهم ولا يتجسس عليهم)

## مما ورد في القرآن والسنة في ذم التجسس

### في القرآن
- ورد التجسس في موضع واحد في سورة الحجرات في قوله تعالى:

﴿يَا أَيُّهَا الَّذِينَ آمَنُوا اجْتَنِبُوا كَثِيرًا مِنَ الظَّنِّ إِنَّ بَعْضَ الظَّنِّ إِثْمٌ وَلَا تَجَسَّسُوا وَلَا يَغْتَبْ بَعْضُكُمْ بَعْضًا أَيُحِبُّ أَحَدُكُمْ أَنْ يَأْكُلَ لَحْمَ أَخِيهِ مَيْتًا فَكَرِهْتُمُوهُ وَاتَّقُوا اللَّهَ إِنَّ اللَّهَ تَوَّابٌ رَحِيمٌ ۝١٢﴾ [الحجرات:12].

### في السنة
من الأحاديث الواردة في ذم (التجسس):
- عن أبي هريرة أن رسول الله قال: «إياكم والظن، فإن الظن أكذب الحديث، ولا تجسسوا، ولا تحسسوا، ولا تنافسوا، ولا تحاسدوا، ولا تباغضوا، ولا تدابروا، وكونوا عباد الله إخوانا».
- عن المقدام بن معديكرب وأبي أمامة عن النبي قال: «إن الأمير إذا ابتغى الريبة في الناس أفسدهم».
- عن معاوية قال: سمعت رسول الله يقول: «إنك إن اتبعت عورات الناس أفسدتهم أو كدت أن تفسدهم».
- عن أبي برزة الأسلمي قال: قال رسول الله ﷺ: «يا معشر من آمن بلسانه ولم يدخل الإيمان قلبه، لا تغتابوا المسلمين، ولا تتبعوا عوراتهم فإنه من اتبع عوراتهم يتبع الله عورته، ومن يتبع الله عورته يفضحه في بيته».

## من أقوال العلماء في التجسس
- وأتي ابن مسعود فقيل: هذا فلان تقطر لحيته خمراً، فقال عبد الله: إنا قد نهينا عن التجسس ولكن إن يظهر لنا شيء نأخذ به.[29]
- يقول الإمام ابن حبان: «الواجب على العاقل مباينة العوام في الأخلاق والأفعال، بلزوم ترك التجسس عَن عيوب الناس، لأن من بحث عن مكنون غيره بُحث عن مكنون نفسه، وربما طمَّ مكنونه على ما بحث من مكنون غيره، وكيف يستحسن مسلم ثَلب مسلم بالشيء الذي هو فيه».[30]
- قال ابن القيم: «طوبى لمن شغله عيبه عن عيوب الناس، وويل لمن نسي عيبه وتفرغ لعيوب الناس، فالأول علامة السعادة، والثاني علامة الشقاوة»[24]
- الإمام ابن حبان: «الواجب على العاقل لزوم السلامة بترك التجسس عن عيوب الناس مع الاشتغال بإصلاح عيوب نفسه، فإن من اشتغل بعيوبه عن عيوب غيره أراح بدنه ولم يتعب قلبه، فكلما اطلع على عيب لنفسه هان عليه ما يرى مثله من أخيه، وأن من اشتغل بعيوب الناس عن عيوب نفسه عمى قلبه وتعب بدنه وتعذر عليه ترك عيوب نفسه، وإن من أعجز الناس من عاب الناس بما فيهم وأعجز منه من عابهم بما فيه...».[31]
- قال أبو حاتم: التجسس من شعب النفاق كما أن حسن الظن من شعب الإيمان.[32]